# Стояк гідравлічний

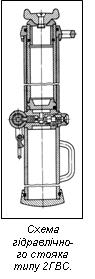

Стояк гідравлічний (рос. стойка гидралическая, англ. hydraulic support,  hydraulic prop, нім. Hydraulikstempel m) – пристрій для утримання від обвалення порід підземних гірничих виробок; необхідне зусилля утримання створюється за рахунок тиску робочої рідини в циліндрі стояка. 

## Опис
Стояк гідравлічний – рухоме з'єднання циліндра і трубчастої висувної частини з поршнем, який є плунжером. Стояки гідравлічні можуть бути індивідуальними, а також служити розпірними елементами секцій механізованих кріплень очисних вибоїв. Номінальний опір індивідуальних гідравлічних стояків 150-400 кН, номінальний тиск робочої рідини 32-40 МПа, діапазон робочої висоти (розсув) 0,15-0,8 м, маса 20-86 кг. Застосування індивідуальних С.г. доцільне на пологих пластах потужністю 0,6-3,5 м при вийманні вугілля в складних гірничо-геологічних умовах, коли експлуатація механізованих комплексів не дає належного економічного ефекту.